# Rajzel Żychlińsky
 Rajzel Żychlińsky (27 tháng 7 năm 1910 - 13 tháng 6 năm 2001) là nhà thơ người Ba Lan viết các bài thơ bằng tiếng Yiddish. Bà xuất bản bảy bộ sưu tập trong sáu thập kỷ. Hai bộ sưu tập đầu tiên của bà được xuất bản ở Warsaw vào năm 1936 và 1939, ngay trước Thế chiến thứ hai. Bà sống sót sau chiến tranh bằng cách chạy trốn về phía đông đến Liên Xô, nhưng nhiều thành viên trong gia đình bị sát hại trong Holocaust. Thơ của bà thời hậu chiến bị ảnh hưởng mạnh mẽ bởi sự kiện này. Karina von Tippelskirch nhận xét: "Rajzel Zychlinsky (1910–2001) được coi là một trong những nhà thơ Yiddish vĩ đại nhất của thế kỷ 20 và là bậc thầy của thể thơ ngắn." 

## Tiểu sử
Żychlińsky sinh ra ở Gąbin, Ba Lan. Cha mẹ bà đều là người Do Thái. Đặc biệt, mẹ của bà rất sùng đạo và xuất thân từ một gia đình giáo sĩ Do Thái. Żychlińsky hoàn thành trường trung học công lập ở Gąbin vào năm 1923. Từ nhỏ, Żychlińsky làm thơ bằng tiếng Ba Lan và tiếng Yiddish. Bài thơ đầu tiên của bà được xuất bản vào khoảng năm 1927 trên tờ Folkstsaytung, một tờ nhật báo tiếng Yiddish ở Warsaw. Vào đầu những năm 1930, Żychlińsky chuyển đến Włocławek; làm việc trong một trại trẻ mồ côi. Đến năm 1936, bà đang làm việc tại một ngân hàng ở Warsaw. Tập thơ đầu tiên của bà, Lider, xuất bản năm 1936 bởi Yiddish PEN Club.  Năm 1937, bà giành Giải thưởng Reuben Ludwig nhờ ấn phẩm văn học Mỹ gốc Yiddish mang tên Inzikh. Vào đầu năm 1939, cuốn sách thứ hai của bà mang tên Der regn zingt, được xuất bản ở Warsaw.
Trong Chiến tranh Thế giới thứ hai, mẹ bà, ba anh chị em và các thành viên khác trong gia đình đều thiệt mang trong phòng hơi ngạt của trại hủy diệt Chełmno. Bà chạy trốn sang Liên Xô, rồi sống ở Lvov (L'viv) một thời gian, sau đó chuyển đến Kolomyya sống với gia đình Kanter. Tháng 1 năm 1941, bà kết hôn với Isaac Kanter. Isaac Kanter là một bác sĩ tâm thần. Cuộc xâm lược của Đức vào Liên Xô (Chiến dịch Barbarossa) bắt đầu vào tháng 6 năm 1941. Żychlińsky và chồng của bà lại chạy trốn về phía đông, cuối cùng dừng chân lại gần Kazan. Isaac Kanter từng là bác sĩ trong quân đội Liên Xô trong chiến tranh. Ngày 15 tháng 2 năm 1943, con trai của họ là Marek đã chào đời.
Sau chiến tranh năm 1945, Żychlińsky và gia đình trở về Ba Lan. Bà đã xuất bản tập thơ thứ ba của mình, Tsu loytere breg. Năm 1948, gia đình chuyển đến Paris, Pháp. Họ nhận thấy Ba Lan thời hậu chiến không được hoan nghênh trước sự trở lại của những người Do Thái sống sót sau cuộc tàn sát Holocaust. Cuối cùng, vào năm 1951, bà và gia đình di cư đến Hoa Kỳ, và sống ở Manhattan và ở Brooklyn. Ở đó, bà tìm được việc làm, đồng thời theo học tại City College of New York. Sau đó, bà và gia đình định cư ở nhiều vùng khác nhau của Hoa Kỳ: ở bang Florida và California, cũng như dành một thời gian định cư ở Canada.
Żychlińsky thông thạo năm thứ tiếng.. Karina von Tippelskirch viết, "Zychlinsky chỉ viết thơ bằng tiếng Yiddish là thứ tiếng mẹ đẻ (mameloshn). Chính ngôn ngữ ấy là sợi dây vô hình kết nối nhà thơ và mẹ, và nó vẫn là ngôn ngữ có thể đưa thế giới Do Thái Đông Âu vượt ra khỏi sự tàn phá của Holocaust cho đến hiện tại. " 

## Các tác phẩm

### Tuyển tập thơ
Żychlińsky xuất bản bảy tuyển tập thơ:
- Lider [Poems] (bằng tiếng Yiddish). Warsaw. 1936.Quản lý CS1: ngôn ngữ không rõ (liên kết)
- Der regn zingt [The Rain Sings] (bằng tiếng Yiddish). Warsaw: Yidishn P.E.N. Klub. 1939. OCLC 41122814.Quản lý CS1: ngôn ngữ không rõ (liên kết)
- Tsu loytere bregn [To Clear Shores] (bằng tiếng Yiddish). Lodz: Farlag yidish-bukh. 1948. OCLC 10708461.Quản lý CS1: ngôn ngữ không rõ (liên kết)
- Shvaygndike tirn [Silent Doors] (bằng tiếng Yiddish). New York: Jidiš P.E.N.-Klub. 1963. OCLC 970955001.Quản lý CS1: ngôn ngữ không rõ (liên kết)
- Harbstike skwern [Autumn Squares] (bằng tiếng Yiddish). New York: Nju-Jork Tziko-Farl. 1966. OCLC 19312290.Quản lý CS1: ngôn ngữ không rõ (liên kết)
- Di November-zun [The November Sun] (bằng tiếng Yiddish). Paris: IMPR:IMPO. 1978. OCLC 13568463.Quản lý CS1: ngôn ngữ không rõ (liên kết)
- Naye lider [New Poems] (bằng tiếng Yiddish). Tel Aviv: Farlag yisroel-bukh. 1993. OCLC 746577567.Quản lý CS1: ngôn ngữ không rõ (liên kết)

### Bản dịch tiếng Anh
Một tập thơ của bà đã được dịch sang tiếng Anh:
- God Hid his Face. Selected Poems (bằng tiếng Anh). biên dịch by Barnett Zumoff, Aaron Kramer, Marek Kanter, and others. Santa Rosa, CA: Word & Quill Press. 1997. ISBN 9780965864008. OCLC 749287139.Quản lý CS1: khác (liên kết)  Bài luận của Emanuel S. Goldsmith.

Bản dịch thơ sang tiếng Anh của bà được đưa vào một số tuyển tập:
- Dafner, Alex biên tập (tháng 10 năm 2011). “Reyzl Zykhlinsky”. Anthology of Yiddish Poetry of Poland between the Two World Wars (1918 - 1939). Miriam Leberstein (Bản dịch Tiếng Anh). gồm bản dịch Tiếng Anh của 13 bài thơ tiền chiến.
- Kramer, Aaron biên tập (1989). A Century of Yiddish Poetry. Cornwall Books. ISBN 9780845348154. OCLC 1020485790.
- Kramer, Aaron biên tập (1998). The Last Lullaby: Poetry from the Holocaust. Aaron Kramer (biên dịch), Saul Lishinsky (minh họa). Syracuse, NY: Syracuse University Press. ISBN 9780815604785. OCLC 469653554. với 26 bài thơ, Żychlińsky là nhà thơ tiêu biểu nhất trong tuyển tập này. Tập thơ được xuất bản sau khi Kramer qua đời.
- Zumoff, Barnett (2005). Songs to a Moonstruck Lady: Women in Yiddish Poetry. Toronto: TSAR Publication. tr. xiii. ISBN 9781894770279. OCLC 255333733.

### Bản dịch tiếng Ba Lan
Bản dịch tiếng Ba Lan của một số bài thơ xuất hiện trong tuyển tập:
- Antologia poezji żydowskiej [Anthology of Jewish Poetry] (bằng tiếng Ba Lan). Salomon Łastik and Arnold Słucki (biên dịch). Warsaw: Państwowy Instytut Wydawniczy. 1986. ISBN 9788306008654. OCLC 830203050.Quản lý CS1: khác (liên kết)

### Bản dịch tiếng Đức
- Vogelbrot: Gedichte aus fünf Jahrzehnten [Bread for the Birds: Five Decades of Poetry] (bằng tiếng Đức). Hubert Witt [de] (biên dịch). Leipzig: Insel-Verlag. 1981. OCLC 81134645.Quản lý CS1: khác (liên kết)
- Gottes blinde Augen [God Hid His Face] (bằng tiếng Yiddish và Đức). Karina Kranhold (biên dịch và biên tập), Siegfried Heinrichs (biên tập). Chemnitz: Oberbaum. 1997. ISBN 9783928254274. OCLC 46866172.Quản lý CS1: khác (liên kết) Quản lý CS1: ngôn ngữ không rõ (liên kết) Karina von Tippelskirch's name was formerly Kranhold.
- die lider / Die Gedichte 1928–1991 [Poems 1928–1991] (bằng tiếng Yiddish và Đức). Hubert Witt (biên dịch và biên tập). Frankfurt am Main: Zweitausendeins. 2002. ISBN 9783861504481. OCLC 57145283.Quản lý CS1: khác (liên kết) Quản lý CS1: ngôn ngữ không rõ (liên kết)

### Bản dịch tiếng Pháp
- Portes Muettes [Silent Doors] (bằng tiếng Pháp). Rachel Ertel [fr]. France: L'Improviste. 2007. ISBN 9782913764347. OCLC 190797239.Quản lý CS1: khác (liên kết) Bản dịch tập của Shvaygndike tirn. Dịch giả Rachel Ertel công nhận Żychlińsky "không nghi ngờ gì nữa là học giả xuất sắc nhất về văn hóa Yiddish ở Pháp".[12]

### Sách chuyên khảo
- von Tippelskirch, Karina (2000). "Also das Alphabet vergessen?" Die jiddische Dichterin Rajzel Zychlinski ["Is the Alphabet also forgotten?" The Yiddish poet Rajzel Zychlinski] (bằng tiếng Đức). Marburg: Tectum Verlag. ISBN 9783828881419. OCLC 883531219. Dựa trên luận án tiến sĩ năm 1997 của von Tippelskirch.